# Puliciphora taigae
Puliciphora taigae är en tvåvingeart som beskrevs av Ronald Henry Lambert Disney och Mikhailovskaya 2001. Puliciphora taigae ingår i släktet Puliciphora och familjen puckelflugor. Inga underarter finns listade i Catalogue of Life.